# Portunion maenadis
Portunion maenadis är en kräftdjursart som först beskrevs av Giard 1886.  Portunion maenadis ingår i släktet Portunion och familjen Entoniscidae. Arten är reproducerande i Sverige. Inga underarter finns listade i Catalogue of Life.